# Strandja (massif)
Pour les articles homonymes, voir Strandja.
Le Strandja (en bulgare : Странджа ; en grec ancien : Σκυρμιάδος όρος / Skurmiádos óros ; en turc : Istranca dağları, plus récemment Yıldız dağları) est un massif montagneux du Sud-Est de la péninsule balkanique et de l'Europe. Il est situé à cheval sur le Sud-Est de la Bulgarie et le Nord de la partie européenne de la Turquie. La plus haute montagne est le Mahiada (bulgare : Махиада, grec ancien : Μαχιάδα, turc : Mahya dağı), en Turquie, avec une altitude de 1 031 mètres.

## Géographie

Carte topographie du massif de Strandja.
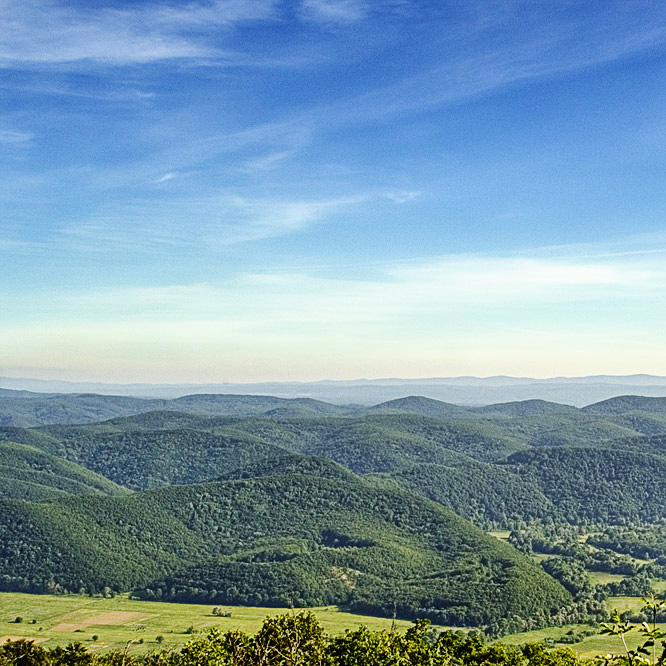
Vue sur le Strandja depuis le mont Papiya.

## Histoire
De la Préhistoire au Moyen Âge, la région est connue pour ses mines de cuivre et d'or. L'occupation humaine est révélée par les artefacts : dolmens, mégalithes pélasgiques, sanctuaires thraces du royaume des Odryses, autels, basiliques romano-byzantines, nécropoles slavo-bulgares. Les ports grecs de la mer Noire, dont Sozopol (Antheia, Apollonie du Pont) sont le débouché oriental du massif et de son bois. La Via Pontica est la principale liaison romaine terrestre entre Constantinople et la Scythie mineure.
Bien après l'insurrection bulgare d'avril 1876, l'éphémère république de Strandja (1903, en lien avec l'insurrection d'Ilinden et la république de Krouchevo), témoigne de la volonté d'indépendance des Bulgares de la région. L'issue des guerres balkaniques (1912-1913) contre l'Empire ottoman déclinant répond aux aspirations des habitants bulgares des piémonts nord du massif. Mais au terme de la Première Guerre mondiale, selon le traité de Neuilly (1919), la plus grande partie du massif reste turque et le traité de Lausanne (1923) impose des échanges de populations : les Bulgares du Strandja turc doivent le quitter pour la Bulgarie, et sont remplacés par des Turcs de Bulgarie expulsés.
Dans les années 1950, les zones montagneuses sont en voie de dépeuplement, d'une part par exode rural et d'autre part par l'éloignement forcé des populations du massif, en raison de la présence du rideau de fer entre la république populaire de Bulgarie et la Turquie. Entre 1990 et 2014, certains Strandjiotes ont tenté de revenir, mais la quasi-fermeture de la frontière entre la Bulgarie et la Turquie en raison de la politique migratoire de l'Union européenne, accentue l'isolement de la région.